# Explorer 6
Explorer 6 byla výzkumná družice Spojených států amerických z roku 1959. Její vypuštění bylo součástí Programu Explorer, vytvořeného agenturou NACA, resp. její nástupkyní NASA.

## Průběh letu

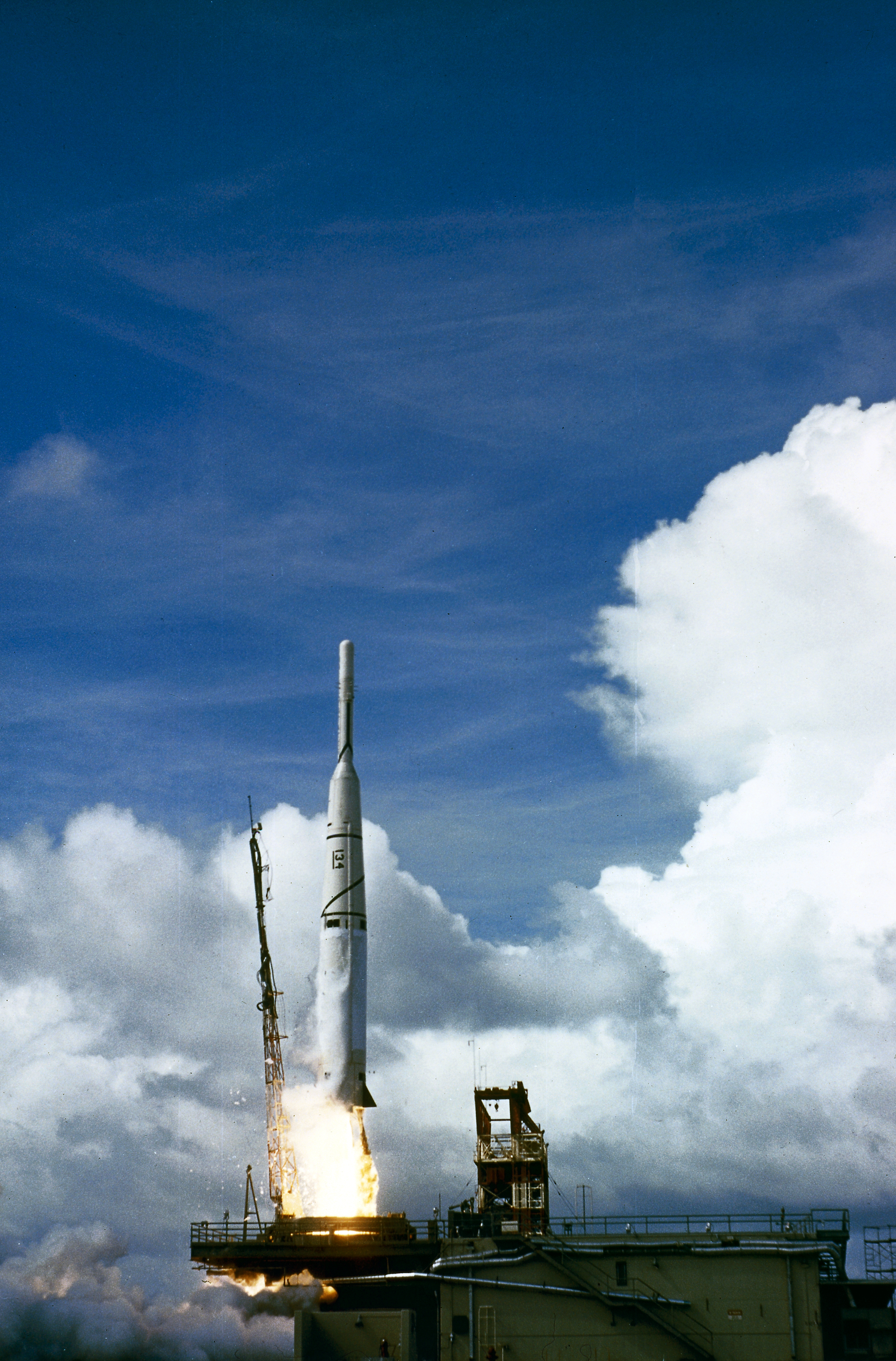
Start rakety Thor-Able s družicí Explorer 6

Start proběhl pomocí třístupňové rakety Thor Able 3 z kosmodromu Eastern Test Range na Mysu Canaveral 7. srpna 1959. V katalogizaci COSPAR dostal přiděleno označení 1959-004A. Dráha družice byla velmi protáhlou elipsou od 253 do 42 432 km nad povrchem planety. Jeden oběh trval 706-768 minut.
Družice se zapsala do historie světové kosmonautiky vytvořením prvního fotografického snímku Země z kosmického prostoru. Tehdy nepříliš kvalitní pořízená fotografie z výšky 27 200 metrů nad Tichým oceánem byla převzata mnoha agenturami světa. Svými přístroji prováděl Explorer 6 také průzkum nedávno objevených radiačních Van Allenových pásů.
Po dvou měsících baterie přestaly dodávat přístrojům dostatek energie a ty ukončily svou činnost. Družice létala kolem Země přes dva roky.. Pak pravděpodobně zanikla v atmosféře..

## Konstrukce
Výrobcem byla USAF Space Technology Laboratories (STL) z Los Angeles v Kalifornii.
Družice měla tvar osmibokého hranolu o rozměrech 66 × 74 cm, z něhož vybíhala čtyři ramena slunečních baterií. Mimo několika měřicích přístrojů zde byla i aparatura vysílačky.